# European Federation for Medical Informatics
Die European Federation for Medical Informatics (EFMI) ist ein Zusammenschluss von europäischen Organisationen, die auf dem Gebiet der medizinischen Informatik aktiv sind. Sitz der 1976 gegründeten Vereins ist Kopenhagen.

## Ziele und Aufgaben
- Förderung internationaler Kooperationen im Bereich der medizinischen Informatik in Europa.
- Förderung von Standards in der Anwendung der medizinischen Informatik.
- Unterstützung von Forschung und Entwicklung in medizinischer Informatik.
- Unterstützung einer hochwertigen Ausbildung in medizinischer Informatik.
- Repräsentierung von Europa in der International Medical Informatics Association.

## Aktivitäten
Die EFMI organisiert seit 1978 die Europäische wissenschaftliche Fachtagung "Medical Informatics Europe". Außerdem organisiert sie seit 2001 eigene Special Topic Conferences zu ausgewählten Themen. Die EFMI hat außerdem derzeit 16 aktive Arbeitsgruppen zu verschiedenen Themen, wie z. B. Ausbildung in medizinischer Informatik, Elektronische Gesundheitsakten, Pflegeinformatik oder Evaluation von Informationssystemen.